# Llista de Creus de Sant Jordi/2010

#### Persones
Informació actualitzada per un bot. Els canvis manuals es perdran quan s'actualitzi!
| Persona                          | Wikidata  | Descripció                                        | Ocupació                                                             | Imatge |
| -------------------------------- | --------- | ------------------------------------------------- | -------------------------------------------------------------------- | ------ |
| Manuel López Lozano              | Q541977   | polític i advocat català                          | polític advocat                                                      |        |
| Joan Botam i Casals              | Q983107   | sacerdot i caputxí català                         | pare                                                                 |        |
| Francisco González Ledesma       | Q2454603  | escriptor català                                  | novel·lista periodista advocat escriptor                             |        |
| Alberto Aza Arias                | Q2620758  | diplomàtic espanyol                               | diplomàtic Conseller d'Estat                                         |        |
| Joan Vila i Grau                 | Q4891546  | pintor i vitraller català                         | pintor vitraller                                                     |        |
| Carlos Jiménez Villarejo         | Q4891943  | jurista espanyol                                  | polític advocat jurista escriptor fiscal                             |        |
| Manuel Pérez Bonfill             | Q6898104  | escriptor català                                  | escriptor                                                            |        |
| Agustí Maria Bassols i Parés     | Q8191920  | advocat i polític català                          | polític advocat                                                      |        |
| Josep Antoni González i Casanova | Q9013059  |                                                   | jurista advocat catedràtic polític escriptor professor d'universitat |        |
| José María de Mena Álvarez       | Q9014536  | jurista espanyol                                  | jurista professor d'universitat escriptor                            |        |
| Manuel Oltra i Ferrer            | Q9028011  | compositor valencià                               | director d'orquestra professor compositor                            |        |
| Salvador Gabarró i Serra         | Q9073025  | Enginyer industrial i empresari català            | empresari enginyer industrial                                        |        |
| Isidre Fainé i Casas             | Q11683737 | executiu bancari català                           | banquer emprenedor empresari                                         |        |
| Carles Sumarroca i Coixet        | Q11912438 | empresari espanyol                                | empresari                                                            |        |
| Helena Cambó i Mallol            | Q11925350 | mecenes catalana                                  | mecenes                                                              |        |
| Joan Rosell i Sanuy              | Q11927921 | geòleg espanyol                                   | geòleg                                                               |        |
| Jordi Gumí i Cardona             | Q11928308 | fotògraf català                                   | fotògraf                                                             |        |
| Josep Fornas i Martínez          | Q11928580 | editor i polític català                           | empresari polític editor                                             |        |
| Maria Pàrraga i Escolà           | Q11935472 |                                                   | pedagog                                                              |        |
| Maria Tersa i Miralles           | Q11935494 | locutora de ràdio catalana                        | locutor de ràdio periodista                                          |        |
| Maria Àngels Falqués             | Q11935505 |                                                   | historiador                                                          |        |
| María Dolores Juliano Corregido  | Q11935757 | antropòloga social argentinca                     | professor d'universitat antropòleg escriptor acadèmic                |        |
| Montserrat Carulla i Font        | Q11937520 | empresària catalana                               | empresari                                                            |        |
| Teresa Maria Castanyer i Bachs   | Q11951594 |                                                   | lingüista filòleg traductor                                          |        |
| Tomàs Gil i Membrado             | Q11952089 | compositor espanyol                               | compositor                                                           |        |
| Jordi Porta i Ribalta            | Q15587672 | filòsof català                                    | filòsof activista cultural                                           |        |
| Jaume Alsina i Calvet            | Q16165289 |                                                   | empresari veterinari                                                 |        |
| Josep Maria Codina i Vidal       | Q16188952 | físic català                                      | físic                                                                |        |
| Joaquim Díaz i Muntané           | Q16190749 | actor i director de doblatge català               | actor de doblatge director de doblatge                               |        |
| Teresa Juvé Acero                | Q16943157 | pedagoga i escriptora catalana d'origen madrileny | pedagog escriptor                                                    |        |
| David Moner i Codina             | Q17034093 | Dirigent esportiu                                 | jurista advocat                                                      |        |
| Maria Lluïsa Ferrer i Martínez   | Q17044785 | pedagoga espanyola                                | pedagog                                                              |        |

#### Entitats
Informació actualitzada per un bot. Els canvis manuals es perdran quan s'actualitzi!
| Entitat                                            | Wikidata  | Descripció                                 | Imatge |
| -------------------------------------------------- | --------- | ------------------------------------------ | ------ |
| Orde de la Mercè                                   | Q770186   | orde religiós mendicant                    |        |
| Casino Unió Comercial                              | Q11912947 |                                            |        |
| Esbart Català de Dansaires                         | Q11919681 | esbart dansaire                            |        |
| Memorial dels Treballadors de Seat                 | Q11936444 |                                            |        |
| Societat Coral La Badalonense                      | Q11950006 |                                            |        |
| Unió Catalana d'Hospitals                          | Q11953998 | Associació d'Entitats Sanitàries i Socials |        |
| Associació de mestres Rosa Sensat                  | Q15952985 | Associació professional                    |        |
| Casa Catalana de Saragossa                         | Q16187694 |                                            |        |
| Col·legi de Notaris de Catalunya                   | Q18005146 |                                            |        |
| Federació de Grups Amateurs de Teatre de Catalunya | Q19714464 |                                            |        |